# Indian River Shores
Indian River Shores – miasto w Stanach Zjednoczonych, w stanie Floryda, w hrabstwie Indian River.